# Francesco Malfatti di Montetretto
Francesco Malfatti di Monte Tretto (Vienna, 13 gennaio 1920 – Roma, 18 dicembre 1999) è stato un diplomatico, partigiano e agente segreto italiano, Consigliere diplomatico del Presidente della Repubblica e Segretario generale del Ministero degli Esteri.

## Biografia

### Gli anni della giovinezza
Trascorse gli anni dell'adolescenza prima in Austria, poi in Francia, ove il padre, perseguitato dal fascismo, aveva chiesto asilo politico, e si iscrisse al Partito socialista francese. Nel 1938, in Spagna, lavorò per la causa dei repubblicani; l'anno dopo fu fermato alla frontiera italiana dalla polizia, mentre tentava di rientrare clandestinamente, e fu costretto ad arruolarsi. Dopo aver partecipato brevemente alla campagna d’Albania e a quella di Francia, fu distaccato a Parigi presso la commissione italiana d'armistizio e, poi, all'ambasciata italiana, ove si adoperò contro i nazisti in favore del movimento clandestino. Rientrato in Italia dopo il 25 luglio 1943, partecipò alla ricostituzione del Partito socialista italiano, insieme a Pietro Nenni, Giuseppe Saragat e Bruno Buozzi..

### A Roma durante l'occupazione nazista
Dopo l'8 settembre, Malfatti entrò nell'organizzazione militare partigiana socialista (Brigate Matteotti), guidata da Giuliano Vassalli e costituì una rete informativa segreta per la raccolta di informazioni, che mise a disposizione di Peter Tompkins, agente segreto dell'OSS. Tale rete era formata da una sessantina di uomini che, ventiquattro ore su ventiquattro, sorvegliavano i movimenti delle truppe tedesche in entrata e in uscita da Roma, sulle vie consolari. Malfatti riuscì anche a ottenere notizie da militari austriaci figli di socialisti uccisi dai nazisti, sugli spostamenti delle truppe tedesche; infine, entrò anche in confidenza con il sergente Frühling, in servizio nel carcere di Via Tasso. Ciò permise a Tompkins, con la collaborazione del tenente Maurizio Giglio, e degli operatori di “Radio Vittoria”, di tenere costantemente informato il contingente anglo-americano della testa di ponte di Anzio, con notizie affidabili. Dopo l'arresto di Giuliano Vassalli e di Bruno Buozzi e l'Eccidio delle Fosse Ardeatine, Malfatti rimase l'unico comandante superstite della colonna socialista romana del movimento partigiano.

### La carriera diplomatica
Francesco Malfatti entrò in diplomazia senza concorso, inserito in coda ai ruoli dal Ministro degli Esteri socialista Pietro Nenni, fruendo di una disposizione di legge di epoca fascista (Legge 2 giugno 1927), ancora in vigore nell'immediato dopoguerra. Tra i suoi primi incarichi, quello di console d'Italia a Monaco di Baviera e di consigliere d'ambasciata a Parigi. Negli anni sessanta, insieme ai colleghi Raimondo Manzini, Girolamo Messeri etc., fece parte di una cordata di giovani diplomatici particolarmente legati agli ambienti politici, che la stampa di sinistra definì dei “Mau Mau”.
Nel 1962 il Ministro degli Esteri socialdemocratico Giuseppe Saragat nominò Malfatti Capo di gabinetto del Ministro e, subito dopo il suo l'insediamento al Quirinale (1964), Consigliere diplomatico del Presidente della Repubblica. 
Fu a seguito di un colloquio con lui che l’Ambasciatore americano a Roma avrebbe inviato in patria il 26 giugno 1965 un telegramma riservato, in cui riassumeva i timori del Presidente italiano, per il quale il maggior problema nella scena interna era costituito dal PCI,  innanzi al quale era pronto, in extremis, ad “usare le Forze Armate per impedire ai comunisti di andare al potere in Italia”.
Dal gennaio 1969 al novembre 1977, Malfatti fu Ambasciatore d'Italia a Parigi. Mentre rivestiva questa funzione, nel 1974 Licio Gelli si sarebbe procurato il fascicolo riservato del SIFAR di Francesco Malfatti, insieme a quelli, tra gli altri, dell'ex Ministro della difesa Roberto Tremelloni, del più volte Presidente del Consiglio Amintore Fanfani, di Giorgio La Pira e del Presidente della Repubblica Giuseppe Saragat. L'utilizzo fattone da Gelli non è ancora del tutto chiaro.
Dal 1977 al gennaio 1985, infine, ha ricoperto l'incarico di Segretario generale del Ministero degli Esteri, cioè la più alta carica della diplomazia italiana.

### 1977-1985: gli anni della segreteria generale
Giunto alla Segreteria generale, Malfatti comprese l'esigenza della diplomazia di recuperare gli spazi politici che, negli anni, le erano stati erosi dalla Presidenza del Consiglio, dal Ministero del Tesoro, dal Ministero del Commercio con l'Estero e di sventare le minacce costituite dalle velleità di autonoma politica estera addotte dalle Regioni. A tal fine, si attivò per trasformare la Farnesina in un organismo di coordinamento delle varie politiche con l'estero, attuando una linea di stretta collaborazione e di consulenza con le altre amministrazioni. In tale ottica, dette il massimo rilievo alla Direzione generale degli affari politici e alla Direzione degli affari economici, rispetto a tutte le altre.
Dopo il suo collocamento a riposo per raggiunti limiti d'età (gennaio 1985), Malfatti fu nominato Vicepresidente della S.I.V.-Società Italiana Vetro, un'azienda pubblica del gruppo EFIM; è stato anche collaboratore dell'"Avanti!" con lo pseudonimo Diplomaticus.
Anche i suoi figli, Paolo e Giorgio, hanno intrapreso la carriera diplomatica.

## Critica storiografica
L'esperienza acquisita da Malfatti come agente segreto durante l'occupazione di Roma, nonché la sua frequentazione di ambienti collegati allo spionaggio e alle società segrete, non hanno consentito all'ex ambasciatore Sergio Romano di rilasciare un giudizio particolarmente positivo nei confronti del suo antico Segretario generale. Romano, infatti - che, pure, aveva lavorato a stretto contatto con Malfatti, all'epoca dell'ambasceria di quest'ultimo a Parigi - ne ha tracciato un giudizio molto crudo nel libro Memorie di un conservatore, lo definisce come "uno dei più singolari e misteriosi personaggi della diplomazia italiana" e gli attribuisce " l'inclinazione insopprimibile per l'intelligence, la massoneria, le società segrete" e tale giudizio si riflette soprattutto nelle vicende di cui Malfatti fu protagonista nel periodo della sua segreteria generale (1977-1985).
Sembra poi appurato che, negli ultimi giorni di prigionia di Aldo Moro (16 marzo-9 maggio 1978), si sia ricomposto il sodalizio tra Francesco Malfatti e Giuliano Vassalli, incaricati dal Segretario socialista Bettino Craxi per una trattativa con le Brigate Rosse, appoggiata dalla Santa Sede, finalizzata alla liberazione dello statista democristiano. Tale interlocuzione fu inefficace, per la contrarietà del governo a sottoporre al Presidente Leone il decreto di grazia di una brigatista detenuta, in cambio della vita dell'uomo politico.
Alla fine di febbraio 1979, infine, erano iniziate le trattative diplomatiche fra l'Italia e l'Arabia Saudita per una fornitura di petrolio. Il segretario generale del ministero degli Esteri, Francesco Malfatti, aprì la strada all'accordo ENI- Petromin, dando istruzione all'ambasciatore Solera per i contatti con l'Arabia Saudita. Nell'aprile-maggio 1979 l'ENI ottenne dal governo saudita una grande fornitura a prezzi notevolmente più bassi di quelli di mercato (18 dollari contro 25), pagando una tangente del 7% alla società di stato dell'Arabia Saudita. Il governo italiano avallò il pagamento, ma quando lo scandalo esplose, l'Arabia, sostenendo di non aver nulla a che fare con il "contratto parallelo", sospese la fornitura; il nuovo governo Cossiga, quindi, pose sulla vicenda il segreto di Stato.
Nel luglio 1979, tuttavia, Francesco Malfatti di Montetretto era entrato a far parte della loggia massonica P2 (tessera n.812) e, nel novembre successivo, vi era entrato lo stesso Presidente dell'ENI, Giorgio Mazzanti (tessera n. 826).
Il Parlamento riprese le indagini nel 1982 sulla vicenda Eni - Petromin, a seguito del ritrovamento di documenti in possesso di Licio Gelli. Nel 1984 il mediatore del contratto, l'iraniano Parviz Mina, ammise che il denaro era andato tutto ai sauditi, tranne una piccola parte a lui destinata. Malfatti era stato coinvolto solo minimamente nella vicenda; nella memoria collettiva però si continuò a credere che la stessa nascondesse un ritorno di soldi ai partiti italiani, per il tramite della loggia massonica P2, o agli aderenti a quest'ultima.